# 马勒穆瓦松
马勒穆瓦松（法語：Mallemoisson，法語發音：[malmwasɔ̃]）是法国上普罗旺斯阿尔卑斯省的一个市镇，属于迪涅莱班区。

## 地理
马勒穆瓦松（44°2'31"N, 6°7'31"E）面积6.04 平方千米，位于法国普罗旺斯-阿尔卑斯-蓝色海岸大区上普罗旺斯阿尔卑斯省，该省份为法国东南部内陆省份，北起上阿尔卑斯省，西接沃克吕兹省，西北接德龙省，南至瓦尔省，东临滨海阿尔卑斯省，东北部与意大利接壤。
与马勒穆瓦松接壤的市镇（或旧市镇、城区）包括：艾格兰、勒沙福-圣瑞尔松、米拉博。

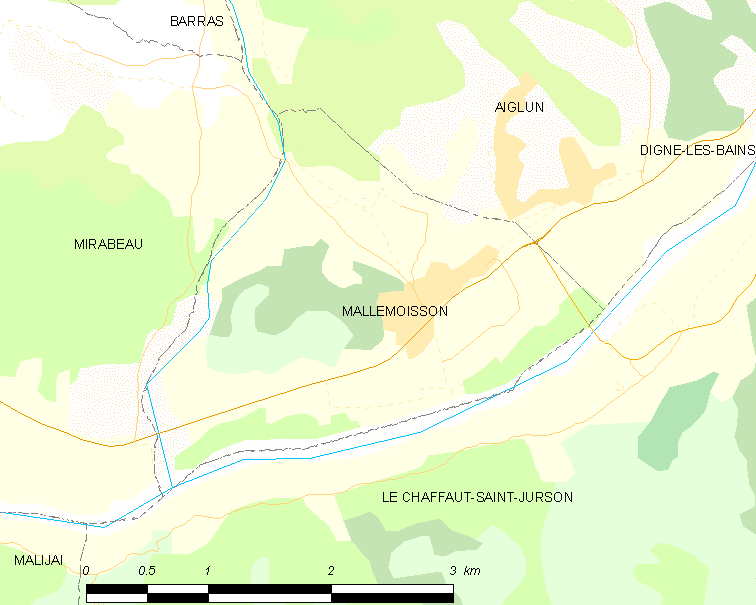
马勒穆瓦松的OSM定位图

马勒穆瓦松的时区为UTC+01:00、UTC+02:00（夏令时）。

## 行政
马勒穆瓦松的邮政编码为04510，INSEE市镇编码为04110。

## 政治
马勒穆瓦松所属的省级选区为迪涅莱班第二县。

## 人口

1962-2008年间马勒穆瓦松人口变化图示

马勒穆瓦松于2022年1月1日时的人口数量为968人。